# Simone Scatizzi
Simone Scatizzi (* 26. März 1931 in Prato, Toskana; † 27. August 2010 in Florenz, Toskana) war ein italienischer Theologe und römisch-katholischer Bischof von Pistoia.

## Leben
Simone Scatizzi trat in das Priesterseminar des Bistums Prato ein und empfing nach seiner theologischen Ausbildung am 29. Juni 1954 im Dom von Prato die Priesterweihe. Er war der erste Sekretär des Erzbischofs Pietro Fiordelli und hatte später verschiedene Ämter in der Diözesankurie inne, zuletzt als Generalvikar.
Papst Paul VI. bestellte ihn 1977 zum Bischof des im 1. Jahrhundert gegründeten Bistums Fiesole. Die Bischofsweihe spendete ihm am 8. September 1977 im Dom von Prato der Bischof von Prato, Pietro Fiordelli; Mitkonsekratoren waren sein Amtsvorgänger, Bischof Antonio Bagnoli, und Erzbischof Antonio Innocenti, Sekretär der Kongregation für den Gottesdienst und die Sakramentenordnung und späterer Kurienkardinal.
1981 erfolgte durch Papst Johannes Paul II. die Ernennung zum Bischof des Bistums Pistoia. Papst Benedikt XVI. gab seinem altersbedingten Rücktrittsgesuch 2006 statt.
Am 24. Juni 2001 erhielt er durch Bürgermeister Renzo Berti die Ehrenbürgerwürde von Pistoia.
Im Februar 2010 plädierte Scatizzi im Kontext von Homosexualität und römisch-katholischer Kirche dafür, dass Priester schwulen und lesbischen Gläubigen die Kommunion verweigern sollten.